# Ґолум

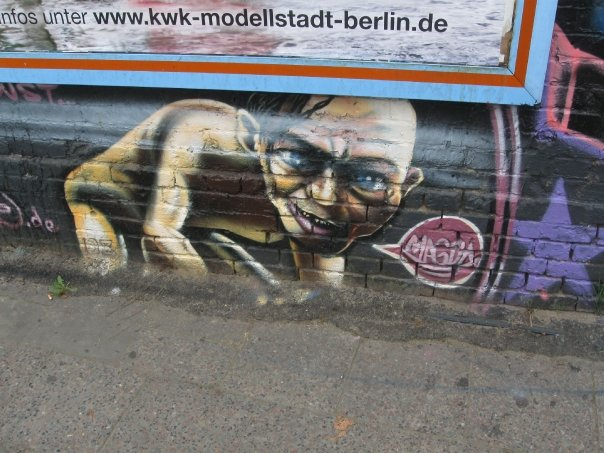
Графіті з зображення Ґолума на East Side Gallery Берлінської стіни.

Ґо́лум (англ. Gollum), справжнє ім'я Сме́аґол (англ. Sméagol) — персонаж романів Толкіна Дж. Р. Р. «Гобіт» та «Володар Перснів». У кінотрилогії «Володар перснів» роль Ґолума виконав Енді Серкіс — його рухи та голос були використані при створенні комп'ютерного персонажу. Окрім того, без використання комп'ютерної графіки Серкіс зіграв Голума в молодості — в епізоді на початку «Володар Перснів: Повернення короля».

## Етимологія імені
Ім'я Смеаґол походить від давн-англ. smygel — «нора», «місце, в яке вповзають». Толкін використовував його також у слові «сміал» (давн-англ. smial), яким гобіти називали свої найбільші нори. Це ім'я також пов'язано з ім'ям дракона Смауґа, яке є формою минулого часу прагерманского дієслова smugan («протискуватися в дірку»).
Справжнє ім'я Смеаґола мовою вестрон — «Трагальд» (давн-англ. Trahald, перекладається як «риття нір», «вгвинчування вглиб»), пов'язане таким же чином з справжнім ім'ям Смауґа мовою мешканців міста Дейла — Траґу (англ. Tragu).
Ім'я Ґолум могло бути взято з давньоскандинавської мови, у якій є слово gull (інша форма — goll), яке означає «золото, скарб, коштовність», а у словосполученні fingr-gull також позначає «перстень».

## Зовнішність та характеристики
Ґолум описується, як істота: невеликого зросту, з великими виряченими очима, з худою шиєю та в'ялими липкими пальцями. Він пересувався рачки, як павук і є кілька згадок, що шкіра у нього була чорною. У книзі «Гобіт» Ґолум сказав, що у нього всього дев'ять зубів.
Символічно-тілесний опис Ґолума в оповіданні «Гобіт»: «Тут, глибоко під землею, край темної води жив старий Ґолум, маленьке слизьке створіння».
Однією з відмінних рис Ґолума є його манера розмовляти. Він говорить про себе у множині від першої особи і вживає модифіковані версії звичайних слів.
Під час свого життя і через вплив персня Влади, у нього розвивалося роздвоєння особистості: Смеаґол, його «добрий» бік, тьмяно пам'ятає, що таке дружба і любов. Ґолум — його «поганий» бік, який був рабом персня і вбив би будь-кого, хто спробував би забрати його. Його особистості, часто сварилися між собою, коли він розмовляв сам з собою.

## Життєпис
За походженням Ґолум був гобітом з племені стурсів, одна з гілок якого під час ангмарських воєн залишила Еріадор і в середині ІІІ тисячоліття Т. Е. мешкала на берегах Андуїну. Народився близько 2430 року Третьої Епохи. Звали його Трагальд (в «англізованому» перекладі «давніх оповідей» це ім'я звучить як «Смеаґол»), він жив у норі, у великій матріархальній родині, де влада належала його бабусі. У нього був приятель Нагальд (Деаґол), з яким вони приблизно у 2463 році вирушили на човні на риболовлю до гирла Ірисної Річки. Пірнувши за застряглим гачком у воду, Деаґол знайшов на дні Перстень, загублений 2460 років тому Ісілдуром. Перстень пробудив зле начало в Смеаґолі, і щоб заволодіти ним, він вбив Деаґола і сховав його тіло. Надалі він всім говорив, що отримав «безцінного», як він сам його називав, у подарунок на день народження. Невдовзі його вигнали з поселення, бо він неабияк дошкуляв сусідам, і Смеаґол сховався в надрах Імлистих Гір. З роками він все більше підпадав під вплив персня Влади.
Ґолум жив у Імлистих горах більше чотирьохсот років, харчуючись стервом та сирою рибою, яку він ловив на своєму маленькому човні. Він їв всіляку живність, навіть орків, якщо вдавалося спіймати і задушити якогось без особливої метушні. У наступні роки він виявив для себе, що йому не приємний смак їжі гобітів і ельфів.